# Naravni rezervat Huda luknja, Špehovka, Pilanca
Naravni rezervat Huda luknja, Špehovka, Pilanca obsega sotesko Huda luknja s tremi jamami - Huda luknja, Špehovka in Pilanca. Za področje je značilna apnenčasta kamninska zgradba in se zaradi tega tod pojavlja kraški svet. 
Sotesko Hude luknje je oblikovala reka Paka, jame pa ponikalnica Ponikva.

## Soteska Huda luknja
Soteska Huda luknja je kilometer dolga, ozka soteska ob reki Paki, v kateri je prostor le za reko in cesto. Na vsaki strani soteske se dvigujejo strma pobočja Tisnika in Pečovnika. Največja zanimivost Hude luknje je istoimenska kraška jama Huda luknja, ki pa ni edina; nad njo sta še Špehovka in Pilanca in še nekatere druge dostopne kraške votline. 
Zaradi posebne mikroklime v soteski in ob vhodu v jamo Huda luknja rastejo alpske vrste kot so: lepi jeglič (Primula auricula), dvocvetna vijolica (Viola biflora), alpski repnjak (Arabis alpina), kartuzovka (Corthusa matthioli), ...  Na pobočju Tisnika je ilirska termofilna flora: črni gaber (Ostrya carpinifolia), mali jesen (Fraxinus ornus), šmarna hrušica (Amelanchier ovalis), ... Raznovrstno je tudi živalstvo: postrvi in rakci, povodni kos (Cinclus cinclus), gamsi in modrasi.

## Arheološka odkritja
Pod vodstvom prof. Srečka Brodarja so malo pred pričetkom 2. svetovne vojne v jami Špehovki izvajali arheološke raziskave in odkrili kamnito orodje iz mlajše kamene dobe, harpuno in šilo iz medvedove kosti (Arheološki muzej Celje). 

## Jame
V najožjem delu soteske so vhodi v tri jame:
- Huda luknja - v spodnjem delu jame je visok vodni rov, po katerem teče Ponikva v Pako. Jama je najdišče drobnega pajka Troglohyphantes diabolicus in postranice Niphargus scopicauda[2].
- Špehovka ima vhod na vzhodnem pobočju Tisnika, ki je zaradi izkopavanj umetno razširjen. V njej se nahajajo kosti jamskih medvedov. Iz te jame so znane tudi paleolitske najdbe in medvedji obrusi[2].
- Pilanca ima velik vhod na vzhodnem pobočju Tisnika. Vhodna jama je svetla in zasigana. V njej živi endemni komaj vidni, dvomilimetrski hrošček Aphaobiella tisnicensis[2].

## Galerija slik
- Spodnji vhod v Hudo luknjo
- Vhod v jamo Špehovka
- Notranjost jame Špehovka
- Vhod v jamo Pilanca
- Notranjost jame Pilanca